# Cúp bóng đá Nouvelle-Calédonie
Cúp bóng đá Nouvelle-Calédonie  là giải đấu bóng đá loại trực tiếp của bóng đá nam ở Nouvelle-Calédonie.

## Đội vô địch trước đây
- 1954: Indépendante 5-3 Uniforme Fayaoué (Ouvéa)
- 1955: không tổ chức
- 1956: PLGC 2-1 Ouvéa (chọn đảo)
- 1957: Impassible 5-2 PLGC
- 1958: PLGC 6-0 Impassible
- 1959: Wé (Lifou) 4-2 Impassible
- 1960: Uniforme Fayaoué (Ouvéa) 4-2 Indépendante (h.p.)
- 1961: Ile des Pins 3-2 Impassible
- 1962: Olympique Nouméa 5-0 PLGC
- 1963: Olympique Nouméa 5-1 Ile des Pins
- 1964: JS Vallée du Tir Nouméa 1-0 USC Nouméa
- 1965: JS Vallée du Tir Nouméa 5-2 Ile des Pins
- 1966: JS Vallée du Tir Nouméa 3-0 Thio Sport
- 1967: JS Vallée du Tir Nouméa 1-0 CSM
- 1968: JS Vallée du Tir Nouméa 3-2 ASLN Nouméa
- 1969: ASLN Nouméa 2-1 JS Vallée du Tir Nouméa
- 1970: ASLN Nouméa 3-1 Nathalo (Lifou)
- 1971: ASLN Nouméa 2-1 FC Gaitcha
- 1972: ASLN Nouméa 4-0 CB Ponérihouen
- 1973: UAC Yaté 1-0 JS Vallée du Tir Nouméa
- 1974: UAC Yaté 5-2 ASLN Nouméa (h.p.)
- 1975: ASLN Nouméa 1-0 JS Vallée du Tir Nouméa
- 1976: Kehdek Koumac 2-1 ASLN Nouméa
- 1977: USL Gélima 2-1 ASLN Nouméa
- 1978: USL Gélima 4-1 JS Maré Nouméa
- 1979: USL Gélima 3-0 JS Maré Nouméa
- 1980: JS Baco 3-2 CA Saint-Louis (h.p.)
- 1981: CA Saint-Louis 2-1 AS Ponoz
- 1982: USL Gélima 1-1 JS Baco (h.p., 3-0 luân lưu)
- 1983: AS Païta 2-0 CB Ponérihouen
- 1984: JS Baco 2-0 AS Kunié
- 1985: CA Saint-Louis 3-1 AS Kunié
- 1986: CA Saint-Louis 3-0 AS 6e km
- 1987: JS Baco 2-0 AS Kunié
- 1988: Wé-Luécilla (Lifou) 1-0 CA Saint-Louis
- 1989: AS Frégate Mont-Dore 3-2 JS Baco
- 1990: CA Saint-Louis 1-0 Entente Gélima
- 1991: JS Baco 3-1 AS Magenta Le Nickel
- 1992: Wé-Luécilla (Lifou) 3-0 AS Kunié
- 1993: ASLN Thio 4-1 CA Saint-Louis
- 1994: CA Saint-Louis 5-1 AS Qanono
- 1995: JS Baco 3-2 Wé-Luécilla (Lifou)
- 1996: AS Magenta 3-0 Uniforme Fayaoué (Ouvéa)
- 1997: CA Saint-Louis 1-1 FC Gaitcha (h.p., 4-3 luân lưu)
- 1998: JS Traput (Lifou) 1-1 CS Nékoué (h.p., 5-4 luân lưu)
- 1999: JS Traput (Lifou) 1-0 AS Auteuil (h.p.)
- 2000: AS Magenta 1-1 JS Traput (Lifou) (h.p., 4-1 luân lưu)
- 2001: AS Magenta 4-3 AS Mont-Dore
- 2002: AS Magenta 5-2 JS Ouvéa
- 2002-03: AS Magenta 1-0 JS Baco
- 2003-04: AS Magenta 2-1 AS Mont-Dore
- 2004-05: AS Magenta 2-1 JS Baco
- 2005-06: AS Mont-Dore 2-1 JS Baco (h.p.)
- 2006-07: AS Lössi 1-0 AS Mont-Dore
- 2007-08: AS Mont-Dore 3-0 AS Lössi
- 2008-09: AS Mont-Dore 3-3 AS Magenta (h.p., 4-2 luân lưu)
- 2010: AS Magenta 2–1 Gaïtcha FCN
- 2011: Gaïtcha FCN 2-0 AS Magenta
- 2012: AS Lössi 1-1 AS Magenta (h.p., 3-2 luân lưu)
- 2013: Hienghène Sport 3-1 AS Qanono
- 2014: AS Magenta 3–1 AS Lössi
- 2015: Hienghène Sport 3–0 AS Mont-Dore
- 2016: AS Magenta 2–2 Hienghène Sport (h.p., 4–3 luân lưu)
- 2017:AS Lössi 2–1 Hienghène Sport
- 2018:AS Magenta 1-0 Hienghène Sport